# 술래잡기
술래잡기는 술래가 손에 든 물건이나 손이 몸에 닿게 하여 다른 참여자들을 잡는 놀이를 말한다. 고대 이집트에 술래잡기에 대한 가장 오래된 기록이 있다. 이와 비슷한 놀이로 '얼음땡', '앉은뱅이', '색깔찾기' 등이 있다.

## 어원
"술래잡기"라는 낱말은 조선시대 밤에 도둑을 잡으려고 순찰을 돌던 '순라'와 '잡기'에서 유래하였다는 주장이 있다.

## 같이 보기
- 다방구
- 숨바꼭질
- 범국민 초대규모 술래잡기 플레이태그